# Autmuttal-Kohlberg
Das Landschaftsschutzgebiet Autmuttal-Kohlberg ist ein mit Verordnung der Unteren Naturschutzbehörde beim Landratsamt Esslingen vom 24. März 1975 ausgewiesenes Landschaftsschutzgebiet (LSG-Nummer 1.16.052) auf dem Gebiet der Gemeinde Kohlberg.

## Lage und Beschreibung
Das 139,0 Hektar große Gebiet gehört naturräumlich zum Mittleren Albvorland. Es liegt nordwestlich und westlich der Gemeinde Kohlberg und grenzt an die Markung Grafenberg.

## Schutzzweck
Geschützt ist das obere Autmuttal. Seitenklingen und steile Hänge verleihen dem recht weiten Tal ein interessantes Relief mit Wald an den Nordosthängen und Weinbergen und Obstwiesen an den Süd- und Westhängen.